# Fulcrum Wheels
Fulcrum Wheels s.r.l. ist ein italienischer Hersteller von Rennrad- und Mountainbikekomponenten mit Sitz in Arcugnano. Das Unternehmen ist eine 100%ige Tochtergesellschaft von Campagnolo.

## Geschichte
Fulcrum Wheels s.r.l. wurde im Juli 2004 von drei Luft- und Raumfahrt-Ingenieuren gegründet. Im ersten Jahr setzte Fulcrum Wheels 6 Millionen Euro um und exportierte 70 Prozent seiner Produkte ins Ausland.
Bekannt ist die Firma für die Herstellung von Laufrädern, zunächst für Straßenradrennen. Seit dem Jahr 2008 produziert die Firma Offroad-Laufräder.

## Technik
Fulcrum Wheels verwendet zur Gewichtsreduktion Materialien wie Aluminium, Kohlenstofffaser und Aramid. Patentiert sind die Systeme 2:1 Two-to-one zur Verdoppelung der Speichen an den kritischen Punkten; Dynamic Balance für eine stets ausgeglichene Drehdynamik, MoMag für eine dauerhafte Montage und einen guten Halt der Speichen und A.F.S. (Axial Fixing System) für die Kompatibilität mit allen Offroad-Scheibenbremssystemen.
Fulcrum entwickelte ein 2-Way-Fit-System, das es ermöglicht, am selben Laufrad sowohl einen Tubeless-Reifen als auch einen klassischen Drahtreifen zu montieren.

## Einsatz
Die Laufräder der Firma sind im Rennsport angekommen: 2005 bei Tom Boonen, 2006 und 2007 bei Paolo Bettini und schließlich 2008 gewann Alessandro Ballan mit ihnen die Straßen-Weltmeisterschaft.
Julien Absalon wurde 2006 und 2007 XC-Weltmeister und gewann 2008 bei den Olympischen Spielen in Peking die Goldmedaille mit Fulcrum-Mountainbikes.